# Hřebčín

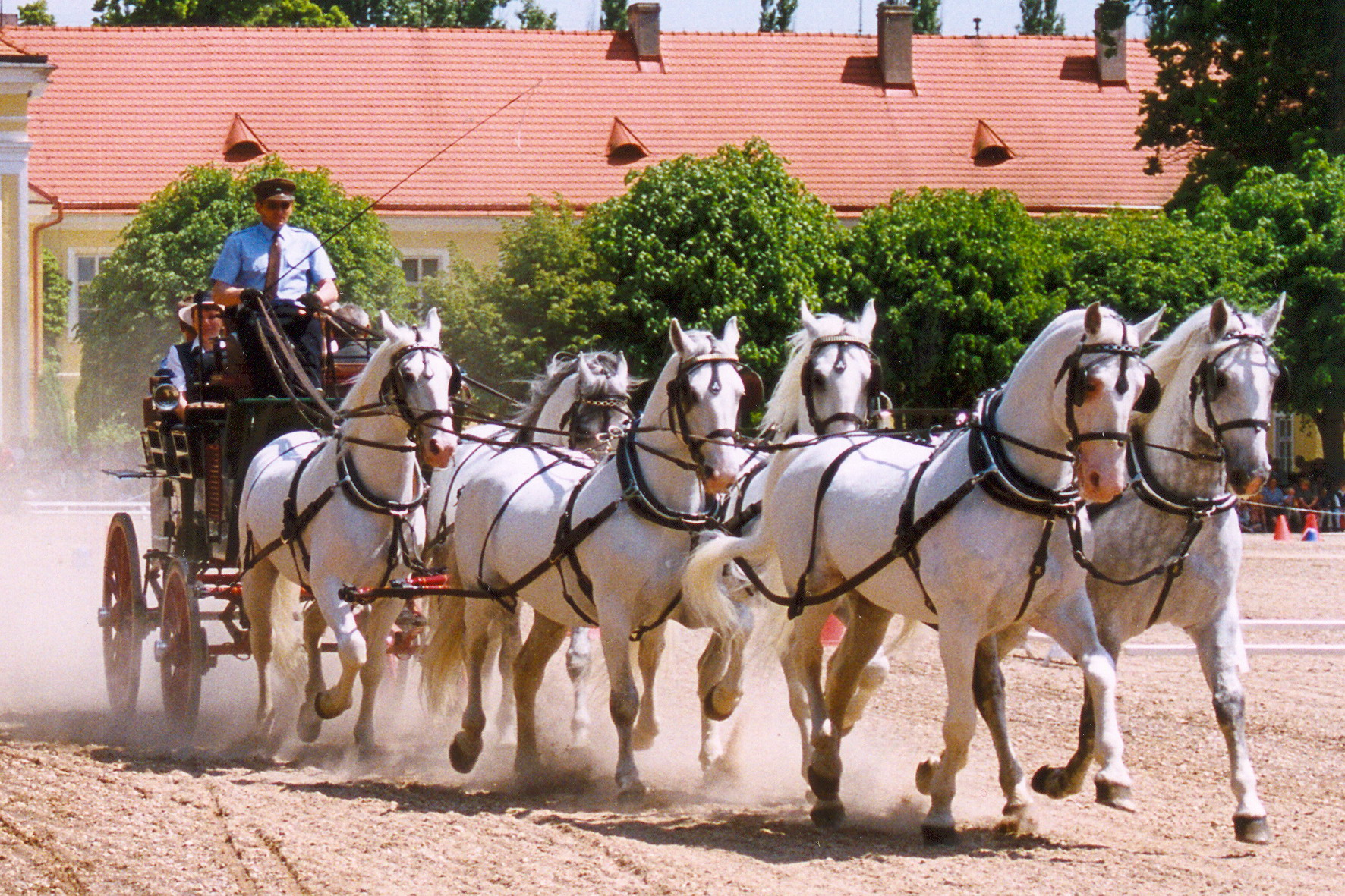
Záběr z hřebčína v Kladrubech

Hřebčín je místo, kde se lidé zabývají chovem koní. Řada z nich je specializována na určité plemeno.

## Hřebčíny
Hřebčínů je poměrně hodně, existují i soukromé.

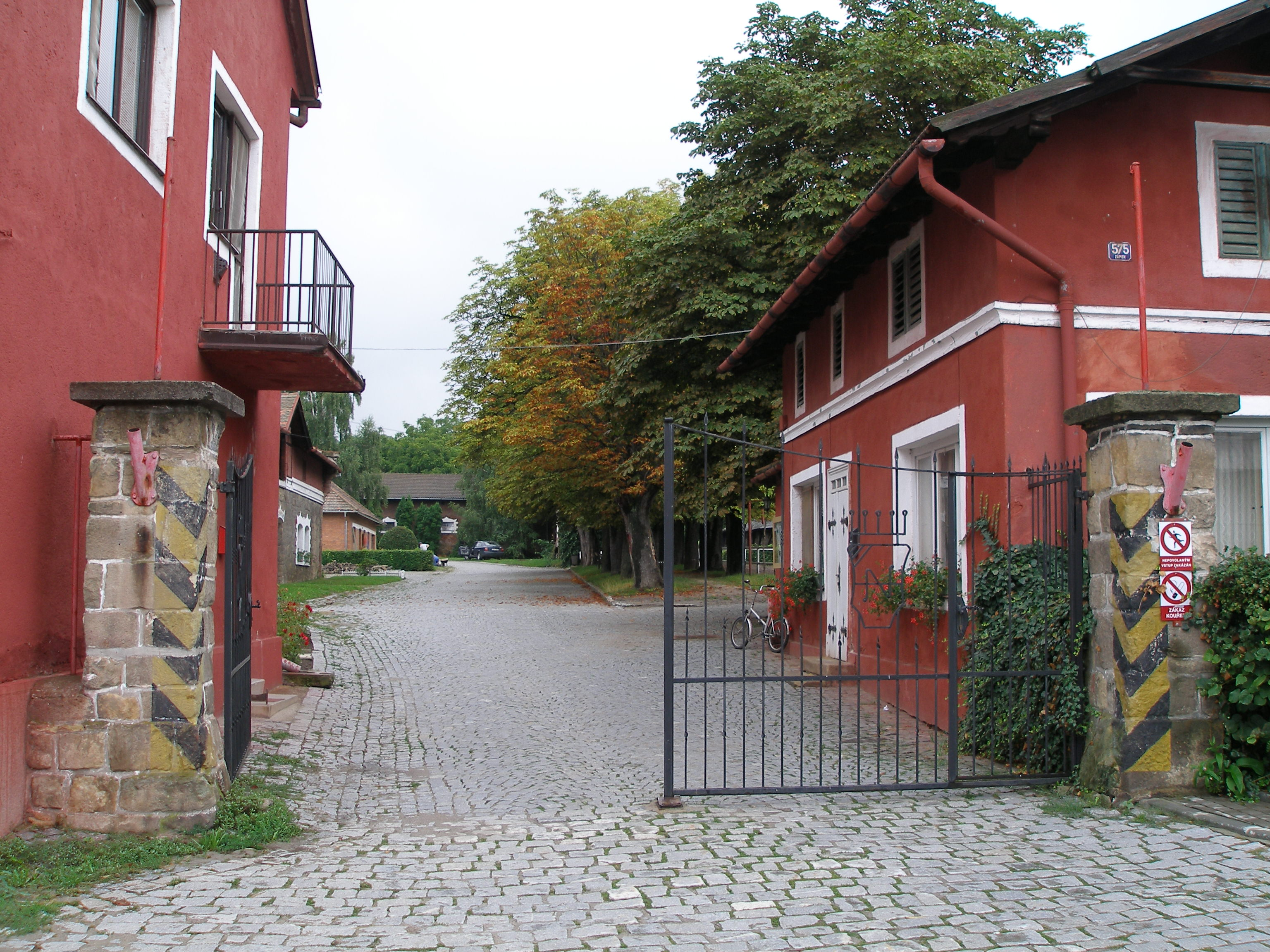
Hřebčín Napajedla

### České hřebčíny
První zmínky o chovech koní pochází z roku 871 v Análech faldských. Za života mistra Jana Husa v Čechách působilo 31 stájí s 30 hřebci a 400 klisnami.
- Národní hřebčín Kladruby nad Labem s.p, sídlící v Kladrubech nad Labem zabývající se chovem kladrubského koně, je národní kulturní památkou. Založili jej z popudu císaře v roce 1579.
- Hřebčín Slatiňany - zabývá se chovem starokladrubských koní vraného zbarvení
- Hřebčín Napajedla – největší chov anglického plnokrevníka v ČR
- Hřebčín Albertovec – specializován na hannoverské a trakénské koně
- Hřebčín Mimoň - původně zaměřený na chov anglického plnokrevníka, později se věnoval hlavně obchodu s koňmi

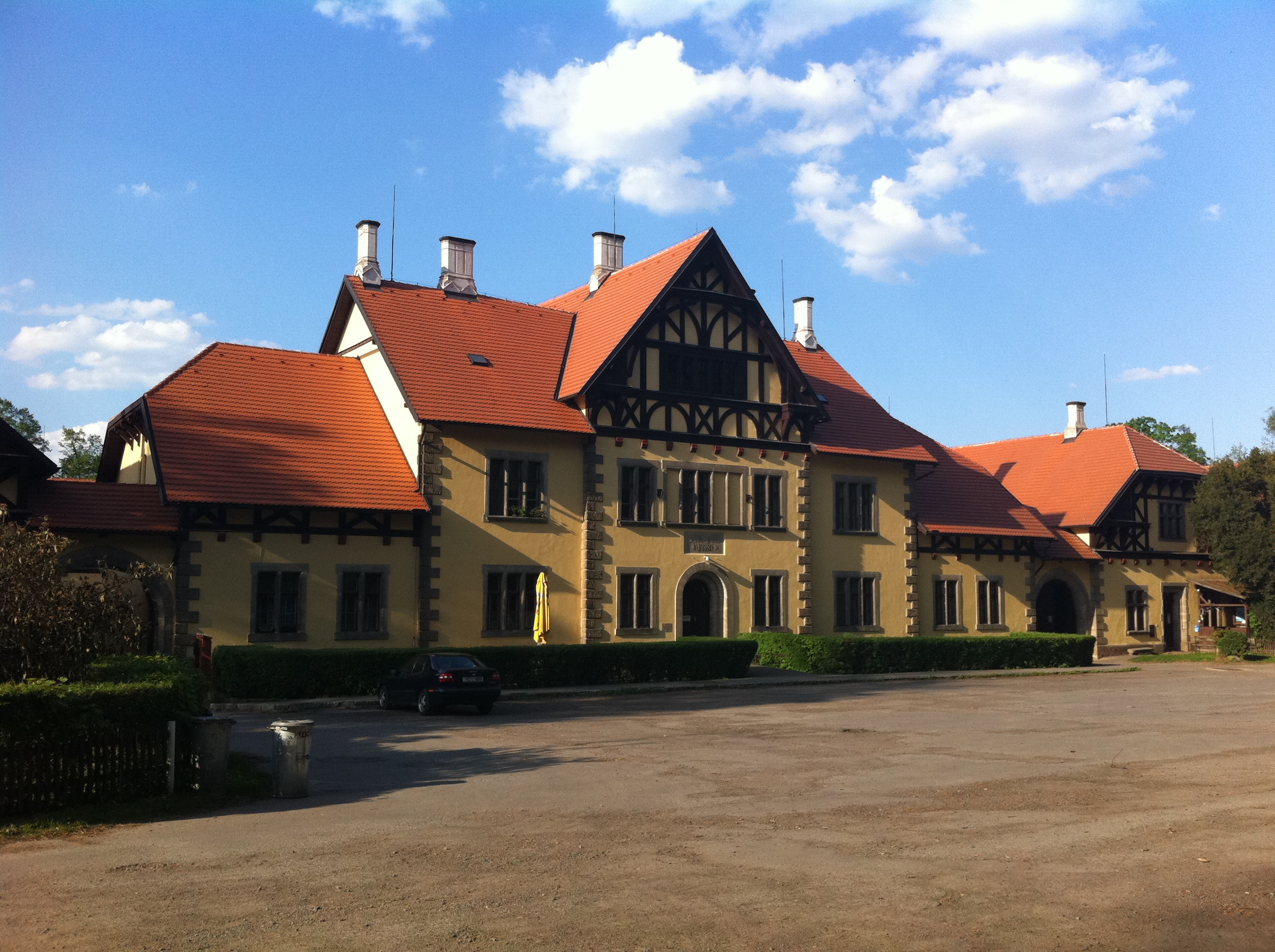
Hřebčín Slatinany

### Anglické hřebčíny
Jsou vyhlášené díky vhodným přírodním podmínkám i množství příznivců koní a jezdeckých sportů
- The National Stud vybudován v letech 1965-1939
- Stanley and Woodlands
- Stetchworth Park, známý jak koňmi, tak staletými stromy
- Cheveley Park, je zde zámek, koně zde chovají od 10. století
- Royald Studs, královská stáj založená Jindřichem VIII u zámku Hampton Court
- Childwickbury, nejhonosnější stáje u stejnojmenného zámku

### Irské hřebčíny
- The Irish National Stud, nedaleko Dublinu
- Colmore

### USA
- Spendthrift
- Gainesway
- Claiborne Farm
- Calumet založen 1931
- Darby Dan
- Walnut Hall, specializace na klusáky v Kentucky
- Hannover Shoe, klusácký chov v Pensylvánii[1].

### Další státy
Výtečně vedené hřebčíny jsou v Austrálii, Španělsku, Itálii, Švýcarsku a mnoha dalších zemích. Nejstarší dosud fungující hřebčín se nachází v Marbachu v Německu (spolková země Bádensko-Württembersko) a byl založen roku 1477.

## Vybavení
Nejlepší hřebčíny nemají jen stáje a pastviny, ale např. v Irském The Irish National Stud u Dublinu je moderní veterinární služba, výzkumný chovatelský ústav, laboratoř krmiv, knihovny, informační servis.